# Neolophonotus indicus
Neolophonotus indicus là một loài ruồi trong họ Asilidae. Neolophonotus indicus được Bromley miêu tả năm 1935. Loài này phân bố ở miền Ấn Độ - Mã Lai.